# Ten Bunderen
Ten Bunderen, voluit Onze-Lieve Vrouw Ten Bunderen, was een klooster in de West-Vlaamse plaats Moorslede, gelegen aan Stationstraat 49.

## Geschiedenis

### Gasthuis
Omstreeks 1269 werd het Gasthuis ten Bunderen opgericht. Het bevond zich ongeveer op de plaats waar later het dorp Beitem ontstond. Zusters verleenden hier onderdak aan pelgrims en vermoeide reizigers. De naam heeft betrekking op een oude oppervlaktemaat in de landbouw: de bunder.
In 1473 kwamen de zusters, door toedoen van de Doornikse bisschop Willem Fillastre de Jonge, onder de kloosterregel van Augustinus.
In 1566 werd een groot deel van het klooster door de beeldenstormers verwoest. De zusters, die na twee jaar terugkeerden, vestigden zich in de gebouwen die nog overeind gebleven waren. In 1578 werden ook deze gebouwen verwoest, en moesten de zusters naar Rijsel en Sint-Omaars vluchten. In 1587, toen het gebied heroverd was door Alexander Farnese, vestigden de zusters zich te Ieper, in het Klooster Ten Bunderen-Koninkcxdaele. Hun bezittingen bij het Gasthuis bleven nog hun eigendom. Decennia later werd er de Gasthuishoeve gebouwd, die zij verpachtten.
In 1783 werd het klooster afgeschaft onder de regering van Keizer Jozef II en kwamen de bezittingen aan de staat. In 1800, onder Frans bewind, werd de hoeve openbaar verkocht.
Tijdens de Eerste Wereldoorlog werd de Gasthuishoeve geheel verwoest. In 1922 werd de hoeve herbouwd en weer betrokken door de toenmalige eigenaar.
Einde jaren '90 van de 20e eeuw werden, met behulp van een metaaldetector, een aantal pelgrimsinsignes gevonden op de plaats van het gasthuis.

### Klooster te Moorslede
In 1775 stchtte de pastoor van Moorslede een parochiale Sondagh Schole, waar les gegeven werd door drie godvruchtige juffrouwen. In 1782 werd ook een Armenschool opgericht, wat als een huis tot onderwijs der arme kindren van beide geslachten werd gekenschetst. Naast vier godvruchtige schooljuffrouwen werd in 1783 ook een honkvaste juffrouw aangesteld om de school permanent te beheren. Dit was zuster Verhelst, afkomstig van het voormalige klooster te Ieper, die na de opheffing ervan in Ieper was blijven wonen. De scholen breidden uit en in 1793 werd de gemeenschap tot een congregatie, naar de geest van Vincentius a Paulo.
In 1795, onder Frans bewind, werd godsdienstuitoefening onderdrukt, en doen de zusters afstand doen van alle religieuze symbolen (habijt, kruisbeeld). Door het Concordaat van 15 juli 1801 kwam aan de vervolging een einde.
In 1809 werd naast de Armenschool ook een borgerschool voor knechten en meissens opgericht. Het onderwijs aan de armen was gratis. Extra inkomsten werden verkregen door de stichting, in 1815, van een Frans pensionaat. In 1826 kwam er ook een betalende Fransche Schole voor externen.
Een aantal stichtingen van de congregatie vond plaats, onder andere in Gijzegem (1818), Dadizele (1823), Zevekote (1827), en Klerken (1829). Ook in 1829 werd te Moorslede een doofstommenschool opgericht. In 1845 werd een nieuwe, grotere, kapel ingericht. In 1856 kwam een filiaal in het nabijgelegen Slypskapelle.
Het klooster en bijbehorend school- en internaatgebouwen kreeg een grote omvang, in 1895 telde de congregatie 100 zusters, verdeeld over diverse stichtingen. In 1914 was er sprake van een reusachtig gebouwencomplex, waar nog steeds delen aan werden toegevoegd.

## Nieuwe tijd
Op 17 november 1914 moest het klooster door de Duitsers worden ontruimd. De 50 zusters werden ondergebracht in het Klooster van de Zusters der Arme Klaren. Het klooster in Moorslede werd ingericht als militair hospitaal. Tijdens de Derde Slag om Ieper (2e helft van 1917) werd Moorslede verwoest, en dus ook het klooster. Vanaf 1922 werd aan de herbouw gewerkt, nu op de plaats van het in 1911 gesloten velodroom. In 1923 werd het meisjesinternaat weer betrokken en in 1924 het nieuwe klooster. Vanaf 1926 werden er vanuit het -opnieuw zeer uitgebreid- klooster ook missionarissen uitgezonden.
In de loop der jaren, en ook na de Tweede Wereldoorlog, werd het onderwijs uitgebouwd en gemoderniseerd. De boerderij van de voormalige huishoudschool werd als Bunderhoeve van 1995-2007 ingericht als Pater Lievensmuseum. Doordat de zustergemeenschap langzaam uitstierf, kwam het beheer van de scholen geleidelijk in handen van leken.
In 2004 werd het klooster verkocht aan het Orthopedagogisch Centrum Sint-Idesbald, dat onderwijs geeft aan kinderen met ernstige leer- en gedragsproblemen. De zusters verhuisden naar een nieuw -en kleiner- klooster aan de Ieperstraat te Zonnebeke.
Drie zusters bleven nog een aantal jaar in het directeurshuis naast het klooster wonen tot ze in september 2013 ook verhuisden naar het nieuw klooster in Zonnebeke en er op die manier een einde kwam aan bijna 750 jaar kloosterleven in Moorslede.